# Грузія на літніх Олімпійських іграх 1996
Літні Олімпійські ігри 1996 року в Атланті стали першими літніми Олімпійськими іграми, в яких грузинські спортсмени брали участь під прапором незалежної Грузії, і першими Олімпійськими іграми, на яких олімпійці незалежної Грузії здобули нагороди. Прапороносцем на церемонії відкриття став боксер Георгій Канделакі.
Всього в Олімпіаді взяли участь 34 спортсмени Грузії: 27 чоловіків та 7 жінок. Вони змагалися у 13 видах спорту: стрільба з лука, легка атлетика, бокс, стрибки у воду, фехтування, спортивна гімнастика, дзюдо, сучасне п'ятиборство, стрільба, вітрильний спорт, художня гімнастика, важка атлетика і боротьба.
Здобуто 2 бронзові медалі. Збірна Грузії посіла 68-ме неофіційне загальнокомандне місце.

## Медалісти
| Медаль | Спортсмен         | Вид спорту | Дисципліна                |
| ------ | ----------------- | ---------- | ------------------------- |
| Бронза | Сосо Ліпартеліані | Дзюдо      | до 78 кг (чоловіки)       |
| Бронза | Ельдар Куртанідзе | Боротьба   | вільна боротьба, до 90 кг |

## Бокс
| Категорія              | Спортсмен  | 1/32                            | 1/16                                   | Чвертьфінал                   | Півфінал           | Фінал              | Місце      |
| Категорія              | Спортсмен  | Суперник Результат              | Суперник Результат                     | Суперник Результат            | Суперник Результат | Суперник Результат | Місце      |
| ---------------------- | ---------- | ------------------------------- | -------------------------------------- | ----------------------------- | ------------------ | ------------------ | ---------- |
| Коба Гоголадзе         | до 60 кг   | Лі Чоль (PRK) W 17-9            | Хуліо Гонсалес Валладарес (CUB) W 14-9 | Леонард Дорофтей (ROM) L 8-17 | не пройшов         | не пройшов         | не пройшов |
| Бесаріон Вардзелашвілі | до 63,5 кг | Сергій Биковський (BLR) L 11-11 | не пройшов                             | не пройшов                    | не пройшов         | не пройшов         | не пройшов |
| Тенгіз Месхадзе        | до 67 кг   | Фернандо Варгас (USA) L 4-10    | не пройшов                             | не пройшов                    | не пройшов         | не пройшов         | не пройшов |
| Акакій Какауридзе      | до 75 кг   | Рікардо Аранеда (CHI) W 10-3    | Мохамед Бахарі (ALG) L 5-8             | не пройшов                    | не пройшов         | не пройшов         | не пройшов |
| Георгій Канделакі      | до 91 кг   | Томпсон Гарсія (ECU) W RET 3    | Войцех Бартнік (POL) W 6-1             | Фелікс Савон (CUB) L 20-4     | не пройшов         | не пройшов         | не пройшов |

## Боротьба
Вільна боротьба
| Спортсмен            | Категорія | 1/16                        | 1/8                          | Чвертьфінал                              | Півфінал                         | Втішний раунд 1           | Втішний раунд 2               | Фінал                    | Фінал |
| Спортсмен            | Категорія | Суперник Результат          | Суперник Результат           | Суперник Результат                       | Суперник Результат               | Суперник Результат        | Суперник Результат            | Суперник Результат       | Місце |
| -------------------- | --------- | --------------------------- | ---------------------------- | ---------------------------------------- | -------------------------------- | ------------------------- | ----------------------------- | ------------------------ | ----- |
| Автанділ Гоголішвілі | −82 кг    | Амір Реза Хадем (IRI) L 0–3 | Аліуне Діуф (SEN) W 6-2      | Пламен Пенев (BUL) W 4-1                 | Ібрагімов (AZE) L 0–3            | не пройшов                | не пройшов                    | не пройшов               | 10    |
| Ельдар Куртанідзе    | −90 кг    | Калоян Баєв (BUL) W 11-0    | Кім Ік-гі (KOR) L 2–3        | Баянмьонхійн Гантогтох (MGL) W 6-1       | Річардас Пауліуконіс (LTU) W 5-1 | Мелвін Дуглас (USA) W 1-0 | Дзамболат Тедеєв (UKR) W 10-4 | Йозеф Логиня (SVK) W 5-0 | 3     |
| Заза Ткешелашвілі    | −100 кг   | Лері Хабелов (RUS) L 0–2    | Даніель Санчес (PUR) W 3-2   | Долгорсюренгійн Сум'яабаатар (MGL) L 2-6 | не пройшов                       | не пройшов                | не пройшов                    | не пройшов               | 13    |
| Заза Турманідзе      | −130 кг   | Мік Пікос (AUS) W 8–0       | Олексій Медведєв (BLR) L 1-3 | Брюс Баумгартнер (USA) L 2-12            | не пройшов                       | не пройшов                | не пройшов                    | не пройшов               | 10    |

Греко-римська боротьба
| Спортсмен           | Категорія | 1/16                             | 1/8                           | Чвертьфінал                      | Півфінал                    | Втішний раунд 1    | Втішний раунд 2          | Фінал                         | Фінал |
| Спортсмен           | Категорія | Суперник Результат               | Суперник Результат            | Суперник Результат               | Суперник Результат          | Суперник Результат | Суперник Результат       | Суперник Результат            | Місце |
| ------------------- | --------- | -------------------------------- | ----------------------------- | -------------------------------- | --------------------------- | ------------------ | ------------------------ | ----------------------------- | ----- |
| Гела Папашвілі      | −48 кг    | Франческо Костантіно (ITA) W 8–0 | Братан Ценов (BUL) W 7–4      | Bye                              | Сім Гвон Хо (KOR) L 0-11    | Bye                | Зафар Гулієв (RUS) L 0-6 | Вільбер Санчес (CUB) L 0-4    | 6     |
| Коба Гуляшвілі      | −62 кг    | Арутік Рубенян (GRE) W 4–1       | Баходир Курбанов (UZB) W 10–3 | Влодзімеж Завадський (POL) L 0-4 | Сергій Мартинов (RUS) W 7–2 | Bye                | Іван Іванов (BUL) W 3–1  | Мехмет Акіф Пірім (TUR) L 0-9 | 4     |
| Таріелі Мелалашвілі | −68 кг    | Ліубал Колас (CUB) L 2-4         | Нікітін Валерій (EST) L 0-6   | не пройшов                       | не пройшов                  | не пройшов         | не пройшов               | не пройшов                    | 20    |
| Бакур Гогітідзе     | −100 кг   | Джузеппе Джунта (CUB) L 1-1      | Колбі Белл (CAN) W 3–0        | Тодор Манов (BUL) L 0–3          | не пройшов                  | не пройшов         | не пройшов               | не пройшов                    | 14    |

## Важка атлетика
| Спортсмен          | Дисципліна | Ривок (кг) | Поштовх (кг) | Разом (кг) | Місце |
| ------------------ | ---------- | ---------- | ------------ | ---------- | ----- |
| Бідзіна Мікіашвілі | до 83 кг   | 160.0      | 200.0        | 360.0      | 9     |
| Мухран Гогія       | до 108 кг  | —          | —            | —          | —     |

## Вітрильний спорт
| Спортсмен         | Дисципліна | Заплив | Заплив | Заплив | Заплив | Заплив | Заплив | Заплив | Заплив | Заплив | Заплив | Сума балів | Місце |
| Спортсмен         | Дисципліна | 1      | 2      | 3      | 4      | 5      | 6      | 7      | 8      | 9      | 10     | Сума балів | Місце |
| ----------------- | ---------- | ------ | ------ | ------ | ------ | ------ | ------ | ------ | ------ | ------ | ------ | ---------- | ----- |
| Гурам Біганішвілі | Стар       | 13     | 10     | 22     | 14     | 23     | 24     | 21     | 9      | 5      | 18     | 112        | 16    |

## Гімнастика

### Спортивна гімнастика
| Спортсмен      | Дисципліна         | Кваліфікація | Кваліфікація | Фінал     | Фінал |
| Спортсмен      | Дисципліна         | Результат    | Місце        | Результат | Місце |
| -------------- | ------------------ | ------------ | ------------ | --------- | ----- |
| Ілія Гіоргадзе | абсолютна першість | 111.199      | 42 Q         | 56.799    | 25    |

### Художня гімнастика
| Гімнастка        | Дисципліна             | Раунд        |            |            |            |             | Разом  | Місце/Результат       |
| ---------------- | ---------------------- | ------------ | ---------- | ---------- | ---------- | ----------- | ------ | --------------------- |
| Катерина Абрамія | особисте багатоборство | Кваліфікація | 9.200 (26) | 9.250 (20) | 9.183 (30) | 99.200 (23) | 36.833 | 25/не кваліфікувалася |

## Дзюдо
| Спортсмен           | Категорія             | Перший раунд                 | Другий Раунд            | Чвертьфінал                | Півфінал           | Втішний раунд 1         | Втішний раунд 2          | Втішний раунд 3          | Фінал / ББ          | Фінал / ББ |
| Спортсмен           | Категорія             | Суперник Результат           | Суперник Результат      | Суперник Результат         | Суперник Результат | Суперник Результат      | Суперник Результат       | Суперник Результат       | Суперник Результат  | Місце      |
| ------------------- | --------------------- | ---------------------------- | ----------------------- | -------------------------- | ------------------ | ----------------------- | ------------------------ | ------------------------ | ------------------- | ---------- |
| Георгій Вазагашвілі | до 60 кг, чоловіки    | Джироламо Джовінаццо (ITA) L | не пройшов              | не пройшов                 | не пройшов         | Франк Шамбілі (FRA) W   | Рікардо Акунья (MEX) W   | Натік Багіров (BLR) L    | не пройшов          | не пройшов |
| Георгій Ревазішвілі | до 65 кг, чоловіки    | Філіп Лац (BEL) L            | не пройшов              | не пройшов                 | не пройшов         | Орландо Фуентес (USA) W | Ярослав Левак (POL) W    | Ісраель Ернандес (CUB) L | не пройшов          | не пройшов |
| Володимир Дгебуадзе | до 71 кг, чоловіки    | Ендрю Пейн (BAR) W           | Гільєрме Бентеш (POR) W | Халіуни Болдбаатар (MGL) L | не пройшов         | Bye                     | Джеймс Педро (USA) L     | не пройшов               | не пройшов          | не пройшов |
| Сосо Ліпартеліані   | до 78 кг, чоловіки    | Колін Морган (CAN) W         | Чо Інчхоль (KOR) L      | не пройшов                 | не пройшов         | Олег Крецул (MDA) W     | Володимир Шмаков (UZB) W | Флавіу Канту (BRA) W     | Штафан Дотт (BRA) W | 3          |
| Георгій Цміндашвілі | до 86 кг, чоловіки    | Едельмар Занол (BRA) L       | не пройшов              | не пройшов                 | не пройшов         | не пройшов              | не пройшов               | не пройшов               | не пройшов          | не пройшов |
| Мевлуд Лобжанідзе   | до 95 кг, чоловіки    | Рене Капо (USA) W            | Накамура Йосіо (JPN) L  | не пройшов                 | не пройшов         | не пройшов              | не пройшов               | не пройшов               | не пройшов          | не пройшов |
| Давид Хахалейшвілі  | понад 95 кг, чоловіки | Александру Лунгу (ROM) L     | не пройшов              | не пройшов                 | не пройшов         | не пройшов              | не пройшов               | не пройшов               | не пройшов          | не пройшов |

## Легка атлетика
| Спортсмен       | Дисципліна            | Гіт/Кваліфікація | Гіт/Кваліфікація | Півфінал   | Півфінал   | Фінал      | Фінал      |
| Спортсмен       | Дисципліна            | Результат        | Місце            | Результат  | Місце      | Результат  | Місце      |
| --------------- | --------------------- | ---------------- | ---------------- | ---------- | ---------- | ---------- | ---------- |
| Майя Азарашвілі | 200 м, жінки          | 23.63            | 6                | не пройшла | не пройшла | не пройшла | не пройшла |
| Ельвіра Урусова | штовхання ядра, жінки | 17.69            | 17               | Н/Д        | Н/Д        | не пройшла | не пройшла |

## Стрибки у воду
| Спортсмен        | Дисципліна            | Кваліфікація | Кваліфікація | Півфінал   | Півфінал   | Фінал      | Фінал      |
| Спортсмен        | Дисципліна            | Бали         | Місце        | Бали       | Місце      | Бали       | Місце      |
| ---------------- | --------------------- | ------------ | ------------ | ---------- | ---------- | ---------- | ---------- |
| Ніно Казарашвілі | трамплін, 3 м (жінки) | 191.49       | 28           | не пройшла | не пройшла | не пройшла | не пройшла |

## Стрільба
| Спортсмен        | Дисципліна                               | Кваліфікація | Кваліфікація | Фінал      | Фінал      |
| Спортсмен        | Дисципліна                               | Бали         | Місце        | Бали       | Місце      |
| ---------------- | ---------------------------------------- | ------------ | ------------ | ---------- | ---------- |
| Ніно Салуквадзе  | пістолет, 25 метрів (жінки)              | 586          | 2 Q          | 677.6      | 7          |
| Ніно Салуквадзе  | пневматичний пістолет, 10 метрів (жінки) | 385          | 4 Q          | 484.0      | 5          |
| Тамаз Імнаїшвілі | скит                                     | 121          | 9            | не пройшов | не пройшов |

## Стрільба з лука
| Спортсмен          | Дисципліна                    | Кваліфікація | Кваліфікація | 1/64                           | 1/32               | 1/16               | Чвертьфінал        | Півфінал           | Фінал              | Фінал |
| Спортсмен          | Дисципліна                    | Результат    | Посів        | Суперник Результат             | Суперник Результат | Суперник Результат | Суперник Результат | Суперник Результат | Суперник Результат | Місце |
| ------------------ | ----------------------------- | ------------ | ------------ | ------------------------------ | ------------------ | ------------------ | ------------------ | ------------------ | ------------------ | ----- |
| Хатуна Курівішвілі | індивідуальна першість, жінки | 634          | 37           | Катажина Клата (POL) L 152—148 | не пройшла         | не пройшла         | не пройшла         | не пройшла         | не пройшла         | 49    |

## Сучасне п'ятиборство
| Спортсмен          | Стрільба  | Стрільба | Фехтування | Фехтування | Плавання  | Плавання | Верхова їзда | Біг       | Біг  | Всього | Місце |
| Спортсмен          | Результат | Бали     | Результат  | Бали       | Результат | Бали     | Бали         | Результат | Бали | Всього | Місце |
| ------------------ | --------- | -------- | ---------- | ---------- | --------- | -------- | ------------ | --------- | ---- | ------ | ----- |
| Вахтанг Ягорашвілі | 168       | 952      | 20         | 940        | 3:15,04   | 1312     | 890          | 13:31,914 | 1132 | 5226   | 20    |

## Фехтування
| Спортсмен           | Дисципліна                    | 1/64                         | 1/32               | 1/16               | Чвертьфінал        | Півфінал           | Фінал              | Фінал |
| Спортсмен           | Дисципліна                    | Суперник Результат           | Суперник Результат | Суперник Результат | Суперник Результат | Суперник Результат | Суперник Результат | Місце |
| ------------------- | ----------------------------- | ---------------------------- | ------------------ | ------------------ | ------------------ | ------------------ | ------------------ | ----- |
| Арчил Лорткіпанідзе | індивідуальна шабля, чоловіки | Жан-Поль Банос (CAN) L 13–15 | не пройшов         | не пройшов         | не пройшов         | не пройшов         | не пройшов         | 36    |